# Самовозбуждение

## Самовозбуждение усилителей
Самовозбуждение  — возникновение электрических колебаний в электронной системе при отсутствии внешних воздействий. Самовозбуждение возникает из-за неустойчивости равновесия в системе. Это физическое явление, суть которого состоит в попадании выходного сигнала на вход усилителя. Этот сигнал снова усиливается и отображается на выходе, затем снова попадает на вход. Такое циклическое движение сигнала вызывает колебательный процесс на резонансной частоте системы. Данное явление может быть как нежелательным (ухудшающим характеристики аппаратуры), так и желательным, используемым для формирования гармонического сигнала в генераторах.

## Самовозбуждениеэлектромашинных генераторов
Способ возбуждения магнитного поля главных полюсов генераторов, при котором обмотка главных полюсов получает питание от обмотки якоря (ротора). (В отличие от самовозбуждения, при независимом возбуждении обмотки главных полюсов питают от постороннего источника тока.)
Наиболее часто самовозбуждение используется в генераторах постоянного тока. При пуске генератора с самовозбуждением начальный ток в обмотке возбуждения возникает за счёт ЭДС, наводимой в обмотке якоря остаточным магнитным полем главных полюсов. Для поддержания самовозбуждения необходимо, чтобы начальный ток усиливал это поле. Добавочный магнитный поток увеличивает ЭДС якоря и, как следствие, ток в обмотках главных полюсов. Однако из-за магнитного насыщения магнитопровода одинаковым приращениям увеличивающегося тока возбуждения соответствуют всё меньшие приращения магнитного потока. Процесс самовозбуждения продолжается до тех пор, пока ЭДС якоря превосходит падение напряжения в обмотке возбуждения. При определённой величине магнитного потока наступает электрическое равновесие, и дальнейшее повышение магнитного потока, ЭДС якоря и тока возбуждения прекращается. Самовозбуждение может осуществляться при величине сопротивления обмотки возбуждения, не превышающей известного предельного значения, зависящего от электрических параметров генератора.
Применяют самовозбуждение с параллельным, последовательным и смешанным (параллельно-последовательным) включением обмоток главных полюсов относительно обмотки якоря. Для создания остаточного магнитного потока в машине с самовозбуждением, по какой-либо причине утратившей остаточное намагничивание главных полюсов, по обмотке возбуждения пропускают ток нужного направления, который получают от постороннего источника.